# Дирси-Рейс
Дирси-Рейс (порт. Dirce Reis)  —  муниципалитет в Бразилии, входит в штат Сан-Паулу. Составная часть мезорегиона Сан-Жозе-ду-Риу-Прету. Входит в экономико-статистический  микрорегион Жалис. Население составляет 1416 человек на 2006 год. Занимает площадь 88,400 км². Плотность населения — 16,0 чел./км².

## История
Город основан 6 января 1964 года.

## Статистика
- Валовой внутренний продукт на 2003 составляет 15.681.342,00 реалов (данные: Бразильский институт географии и статистики).
- Валовой внутренний продукт на душу населения на 2003 составляет 10.378,12 реалов (данные: Бразильский институт географии и статистики).
- Индекс развития человеческого потенциала на 2000 составляет 0,737 (данные: Программа развития ООН).